# Zona climatica
In climatologia una zona climatica è una fascia della Terra che si caratterizza per un determinato tipo di clima (in buona parte legata alla latitudine e alla distribuzione delle terre emerse), a cui spesso si associa un cosiddetto bioma nella biosfera. 
Esistono diverse zone climatiche:
temperate (tra cui temperate fredde), mediterranee e continentali, tropicali, polari e subpolari, con le stagioni che variano a seconda della fascia (nella fascia equatoriale ad es. vi sono solo 2 stagioni contro le 4 delle latitudini temperate). Il clima terrestre può comunque variare anche a seconda di altri fattori climatici.

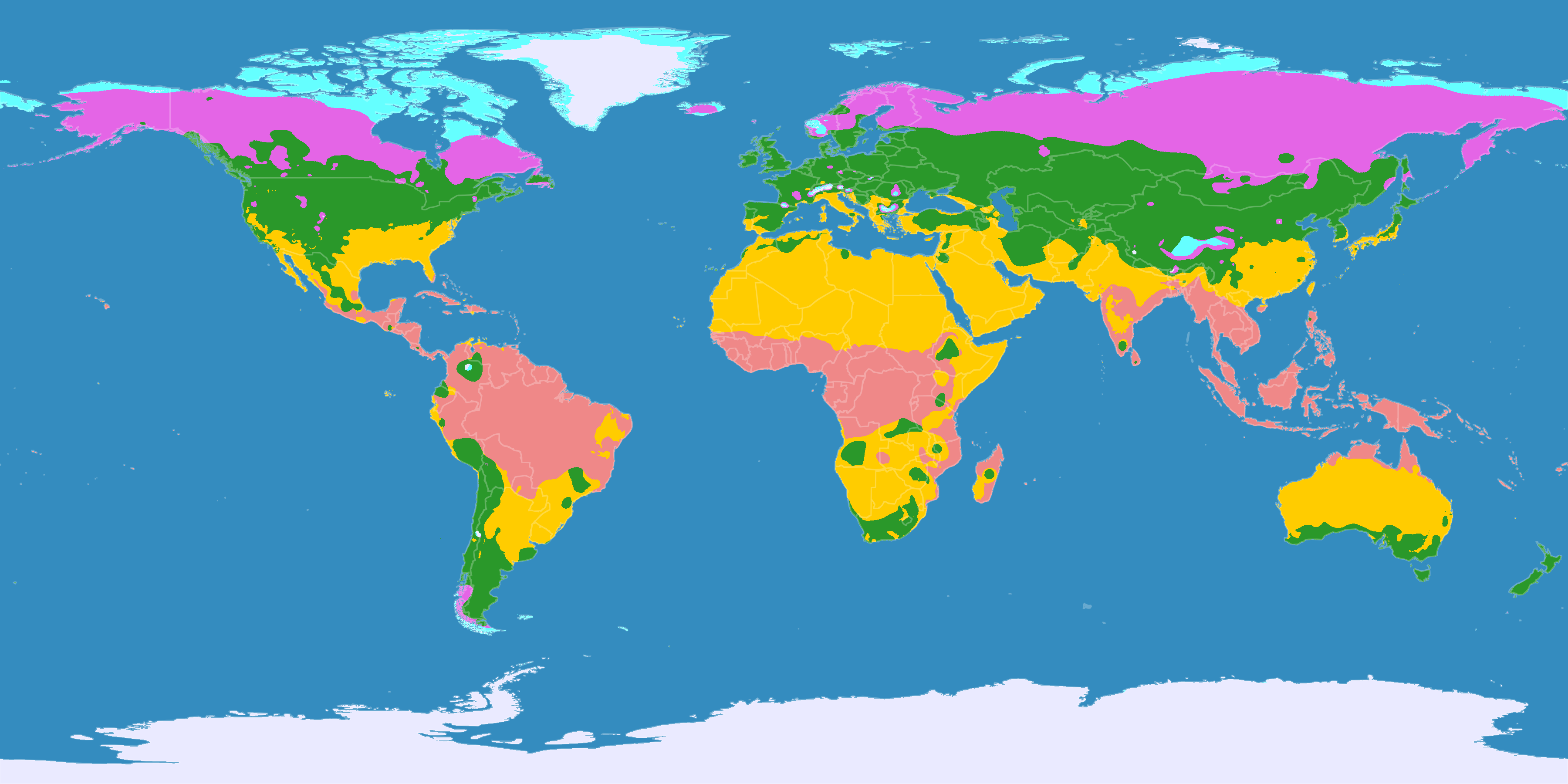
Mappa delle zone climatiche terrestri:
Clima polare
Clima subartico (tundra)
Clima boreale
Clima temperato
Clima subtropicale
Clima tropicale

     Clima polare
     Clima subartico (tundra)
     Clima boreale
     Clima temperato
     Clima subtropicale
     Clima tropicale

## Storia

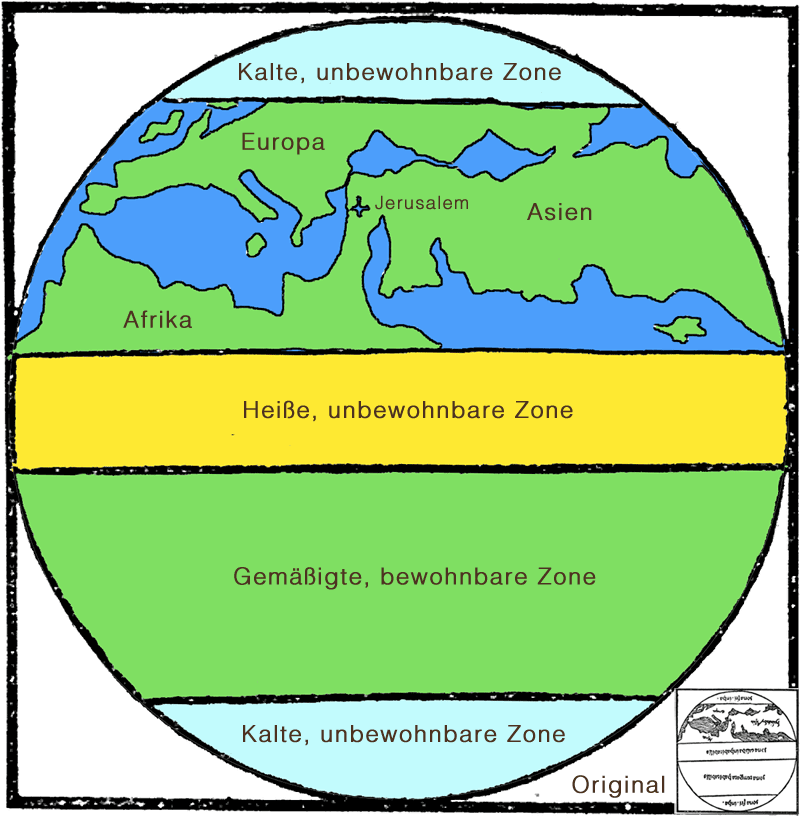
Modello delle fasce climatiche elaborato da Giovanni Sacrobosco (risalente al 1230 e stampato intorno al 1500).

Il concetto di zona climatica fu inizialmente ipotizzato dal filosofo greco Parmenide e successivamente ripreso da Aristotele. «Aristotele divideva il globo terrestre in cinque zone climatiche o κλίματα (parola che significa letteralmente “pendii” o “inclinazioni”): due zone polari, due zone temperate, abitabili, poste ai due lati dell'equatore e una zona centrale che corre lungo l'equatore ed è inabitabile a causa del caldo torrido che la contraddistingue. 
Questo schema si ispirava al concetto di κλίματα proposto da Parmenide e costituiva il primo passo verso la creazione di un’etnografia del clima. 
Secondo Aristotele il “clima”, ovvero l'“inclinazione” dei raggi solari, diminuiva quanto più ci si spingeva a nord allontanandosi dall'equatore».

## Fattori che influenzano il clima
Il clima nelle varie zone della terra è determinato da vari fattori e/o componenti: 
- Latitudine: le temperature diminuiscono avvicinandosi ai poli in quanto cambia l'angolo di inclinazione dei raggi solari che colpiscono la terra in quel punto
- Presenza di mari e correnti (calde o fredde)
- Attività umana: gli insediamenti industriali e agricoli modificano gli ambienti e determinano i caratteri del paesaggio
- Atmosfera: grazie alla sua composizione fa da schermo alle radiazioni solari filtrandole, regola l'azione di riscaldamento mantenendo costante la temperatura evitando la dispersione del calore nello spazio, permette che si compia il ciclo dell'acqua.
- Presenza di venti

## Zone climatiche
Ci sono moltissime situazioni climatiche differenti sulla Terra date dalle molteplici combinazioni tra i fenomeni sopra descritti, quindi si devono fare delle semplificazioni per riuscire a classificarle in modo generale, un metodo efficace è basato sulle diverse condizioni di irradiazione dovute al fatto che l'asse terrestre è inclinato e la Terra compie un leggero movimento ondulatorio chiamato precessione.
Le tre zone climatiche sono quindi composte da cinque zone distinte delimitate da 4 paralleli.

### Zona tropicale ed equatoriale
La zona torrida è compresa tra il Tropico del Cancro a Nord ed il Tropico del Capricorno a Sud ed è caratterizzata da un clima costantemente caldo e da dì e notti sempre prossime alle 12 ore di durata oraria:
i raggi solari vi giungono perpendicolari perciò vi è la massima intensità di assorbimento e conseguente riscaldamento.
Vi si distinguono varie zone a seconda dell'umidità: 
- regioni umide: presentano le foreste pluviali sfavorevoli all'insediamento umano
- regioni aride: clima continentale con gli altipiani caratterizzati dalla savana, più adatti alla vita umana.
- regioni desertiche: estrema aridità e assenza di vegetazione ad eccezione delle oasi.
- ci sono forti escursioni termiche

### Zone temperate
La zona temperata è suddivisa in due zone: la prima compresa tra il Circolo polare artico (Boreale) ed il Tropico del Cancro; la seconda compresa fra il Tropico del Capricorno ed il Circolo polare antartico (Australe) ed è caratterizzata da una netta suddivisione delle quattro stagioni ed una durata del dì e della notte variabile durante l'arco dell'anno: qui i raggi solari vi giungono obliqui con minore assorbimento e riscaldamento. Tra le due zone si distinguono vari climi.

#### Il clima mediterraneo
Le temperature sono comprese tra i 10 °C e i 25 °C. Gli inverni sono brevi e miti con piogge concentrate, mentre le estati sono lunghe e calde con scarse precipitazioni. Il paesaggio più comune offre alberi da frutta e alberi che sopportano bene la siccità come nella Macchia Mediterranea. È l'ambiente ideale per l'insediamento umano che può sviluppare bene allevamento e agricoltura.

#### Il clima oceanico
È caratterizzato da inverni miti ed estati fresche con temperature tra gli 8 °C e i 15 °C; le piogge sono equilibrate durante tutto l'anno, ciò rende il paesaggio verdeggiante con pascoli, campi coltivati e boschi di piante decidue e la popolazione ben insediata perché il clima favorisce l'agricoltura e l'allevamento.

#### Il clima montano
Le temperature vanno tra i 15 °C e i -8 °C con inverni rigidi, estati fresche e forti escursioni termiche diurne. Le precipitazioni sono abbondanti durante tutto l'anno e il paesaggio è vario a seconda dell'altitudine, va da boschi di castagne e querce a foreste di conifere, da pascoli a roccia e ghiacciai. La popolazione è scarsa per via della grande varietà di paesaggi ed ha imparato a sfruttare i pascoli, i boschi e ad invogliare il turismo.

#### Il clima continentale fresco
È caratterizzato da inverni freddi ed estati calde con temperature tra i -6 °C e i 25 °C con piogge frequenti tutto l'anno. Il paesaggio offre boschi di aghifoglie e latifoglie e la steppa; la popolazione è numerosa grazie agli ampi spazi che possono essere dedicati sia all'allevamento che all'agricoltura.

#### Il clima continentale freddo
Le temperature sono comprese tra i -10 °C e i 20 °C e presenta inverni rigidi ed estati fresche con precipitazioni concentrate nel periodo estivo. Sono frequenti foreste di conifere, querce, faggi e betulle. La popolazione diventa più rara con l'aumento della latitudine e si è specializzata nello sfruttamento dei boschi, nella coltivazione di segale, avena e patate.

### Zone polari
La zona glaciale è suddivisa in due zone: la prima sopra il Circolo Polare Artico; la seconda sotto il Circolo Polare Antartico. È caratterizzata da un clima molto rigido e dalla presenza di ghiacci perenni a tutte le quote (tranne dove il clima troppo secco impedisce le precipitazioni). Il Sole non tramonta mai per 6 mesi consecutivi (detto il giorno polare), mentre nei successivi 6 non sorge mai (detta la lunga notte polare) poiché i raggi solari vi giungono con una forte inclinazione, di conseguenza in certi periodi le due zone non vengono illuminate da essi.

#### La zona artica
Va dal Circolo polare artico al Polo nord. È una zona a difficile insediamento umano (inuit), che si è specializzato nell'allevamento di renne e nella pesca, a causa delle temperature estremamente rigide(8 °C in estate e -15 °C d'inverno), i ghiacci perenni e l'assenza di vegetazione. Costituita dalla banchisa  e da zone di terraferma coperta da una calotta polare dove, nel disgelo estivo, riescono a crescere muschi e licheni. Caratterizzata da freddo e gelo con scarse precipitazioni e tutte nevose. Il paesaggio è dato dalla tundra e dalla taiga più a sud.

#### La zona antartica
Va dal Circolo polare antartico al Polo sud. È un vero e proprio continente sopra al quale le colate glaciali si riversano in mare. È disabitato dall'uomo per il suo clima estremamente rigido molto simile a quello della zona artica, tuttavia riescono a sopravvivere numerosi animali.